# کاستا مجیکا
کاستا مجیکا (به انگلیسی: Costa Magica) یک کشتی است که طول آن ۲۷۱ متر (۸۸۹ فوت) می‌باشد. این کشتی در سال ۲۰۰۴ ساخته شد.